# AvtoVAZ
AvtoVAZ (rusko АвтоВАЗ) je ruski proizvajalec avtomobilov. Prej je imel ime VAZ (ВАЗ - Во́лжский автомоби́льный заво́д; Volžskij (po reki Volga) avtomobilnij zavod). Bolj je poznan po tržnem imenu Lada. Podjetje je bilo ustanovljeno v poznih 1960ih v sodelovanju z italijanskim Fiatom. AvtoVAZ je ena izmed največjih tovarn v vzhodni Evropi.. Francoski  Renault ima 25% lastniški delež.
Na leto proizvede skoraj milijon avtomobilov, med njimi Kalina, Lada 110 in terenca Niva. Verjetno najbolj znano vozilo je VAZ-2101 na bazi Fiat 124. V preteklosti so bili najbolj znani Lada Nova (VAZ2105) in Lada Samara (VAZ-2108/VAZ-2109). 
VAZ tovarna je ena izmed največjih na svetu. Posebnost je, da večino komponent izdelajo v tej tovarni.
Lada je bilo "ljudsko vozilo" za stranke v državah vzhodnega bloka, vendar se po opremi in tehnologiji ni moglo primerjati z vozili drugih svetovnih proizvajalcev. Avtomobile so prodajali tudi na zahodu v Kanadi, Združenem kraljestvu, Franciji, Belgiji, Luksemburgu in Nizozemsku, v ZDA pa ne zaradi sankcij. V Italiji niso smeli prodajati zaradi pogodbe s Fiatom, ki ni hotel deliti trga.
Tovarno so ustanovili skupaj z Italijani na bregovih reke Volga v kraju, ki so ga poimenovali Toljati (po italijanskem komunistu Palmiro Togliatti). Lada naj bi bilo poceni ljudsko vozilo kot so bili Citroën 2CV, VW hrošč ter Fiat 600. 

## Vozila

### Vozila na bazi Fiat
Vsa so na bazi Fiat 124
- VAZ-2101
- VAZ-2103
- VAZ-2105
- VAZ-21073

### Drugi modeli
- VAZ-1111 OKA
- Lada 112
- Lada Samara
- Lada Samara 2
- Lada Niva/VAZ 2121
- Lada Kalina
- Lada Kalina 2
- Lada Priora
- Lada Granta
- Lada Largus
- Lada Vesta
- Lada Niva Travel

### Eksperimentalni modeli
- Suv Lada XRAY
- Suv Lada C-Kross
- Suv Lada C Concept
- Lada Silhouette
- Lada Kalina 4x4
- Lada Golf
- Electric vehicle 
 Lada Rapan